# Centrum Szkolenia Policji w Legionowie
Centrum Szkolenia Policji w Legionowie – jednostka organizacyjna polskiej Policji. Mieści się w mieście Legionowo. 
Centrum zostało utworzone 27 sierpnia 1990 na bazie czterech likwidowanych szkół: Wydziału Bezpieczeństwa Państwa ASW, Szkoły Ruchu Drogowego w Piasecznie, Ośrodka Doskonalenia Kadr Kierowniczych w Łodzi oraz Szkoły Chorążych Biura „B” MSW w Warszawie. Wydział Bezpieczeństwa Państwa ASW funkcjonował wcześniej jako Wyższa Szkoła Oficerska im. Feliksa Dzierżyńskiego w Legionowie (1972–1989). Pod koniec 1992 włączono w jego skład Szkołę Policyjną Przewodników i Tresury Psów w Sułkowicach.

## Komendanci
- 1990– gen. bryg. Zdzisław Wewer
- 1990–1991 – insp. dr Stanisław Laskus
- 1991–2001 – insp. Piotr Caliński
- 2001–2004 – insp. Włodzimierz Kędzierski
- 2004–2006 – insp. Piotr Caliński
- 2006–2008 – insp. Jacenty Bąkiewicz
- 2008–2010 – insp. Arkadiusz Brzozowski
- 2010–2016 – insp. dr Roman Stawicki
- 2016-2022 – insp. Anna Rosół
- 2022-2024 – insp. Anna Jędrzejewska-Szpak
- od 2024 - insp. Ryszard Jakubowski